# Angela (насекомые)
Angela (лат.) — род богомолов, единственный в составе семейства Angelidae. Встречаются в Южной и Северной Америке.

## Описание
Angelidae могут быть отличимы от всех других богомолов по следующей комбинации признаков: тело, включая переднеспинку, сильно удлинённое; надкоксальная расширение хорошо выражено; дорсальная апикальная доля переднеспинки не удлинённая; переднеспинка прямая, с 5—6 задневентральными шипами; апикальные доли переднеспинки с шипами; четыре дисковидных шипа, причем третий шип самый длинный, а первый длиннее второго; когтевидная борозда находится в вершинной половине бедра; ходильные ноги без шипов; тегмен с удлиненной стигмой.
Самки брахиптерные; супраанальная пластинка треугольная; церки короче половины длины брюшка, уплощённые; фалломеры полностью склеротизированы; отростки левого разделены; вентральный фалломер с базальной лопастью на правой стороне; апофизис pda смещён на левую сторону вентрального фалломер, редуцирован; выступ sdp в основном редуцирован; дорсальная пластинка левого фалломера без округлой доли; фаллоидный апофизис короткий и округлый.

## Классификация
Род включает около 20 видов из монотипического семейства Angelidae Giglio-Tos, 1927, ранее включаемого в Mantidae в качестве подсемейства или трибы. Некоторое время включал азиатскую трибу Euchomenellini (Deroplatyidae). В новой классификации (2019) таксон Angelidae включён в надсемейство Acanthopoidea (из клады Amerimantodea) и инфраотряд Schizomantodea.
- Angela armata de Haan, 1842
- Angela brachyptera Stoll, 1813
- Angela championi Saussure & Zehntner, 1894
- Angela decolor Chopard, 1913
- Angela guianensis Rehn, 1906
- Angela inermis Werner, 1927
- Angela lemoulti Chopard, 1910
- Angela maxima Chopard, 1910
- Angela minor Giglio-Tos, 1916
- Angela miranda Saussure, 1871
- Angela ornata de Haan, 1842
- Angela perpulchra Westwood, 1889
- Angela peruviana Giglio-Tos, 1916
- Angela purpurascens Olivier, 1792
- Angela quinquemaculata Olivier, 1792
- Angela saussurii Giglio-Tos, 1927
- Angela subhyalina Chopard, 1913
- Angela trifasciata Stal, 1877
- Angela werneri Chopard, 1913